# Тарчевский, Игорь Анатольевич
И́горь Анато́льевич Тарче́вский (род. 24 января 1931, Омск) — советский и российский физиолог растений, академик АН СССР (1987, член-корреспондент с 1981). Доктор биологических наук (1964), заслуженный деятель науки РСФСР.

## Биография

### Происхождение
Родился в 1931 году в Омске. В 1938 году отец Игоря Тарчевского был арестован, два года провёл в омской тюрьме; через два года был реабилитирован. После освобождения отец прошёл по конкурсу на заведование кафедрой в Чувашский сельскохозяйственный институт, в результате Игорь Тарчевский в 1940 году с отцом переехал в Чебоксары. С 1940 по 1949 год жил в Чебоксарах, учился в 1-й мужской школе.
Свою трудовую деятельность начал в военное время, в деревне в 30 километрах от Чебоксар, где в летние каникулы работал подпаском большого стада коров. На второй год Игорю Тарчевскому доверили небольшое стадо телят, которое он пас уже один. После школы хотел поступать на химический факультет. В итоге поступил на биологический факультет в Казанский государственный университет, который окончил в 1954 году.

### Научная деятельность
С 1965 по 1974 г. и с 1983 по 1994 г. — заведующий кафедрой биохимии Казанского университета.
С 1974 года — заведующий лабораторией Казанского института биологии Казанского филиала АН СССР, с 1975 г. по 1992 г. — директор института. Значительно усилил биохимическую составляющую исследований института. С 1991 по 1995 г. — председатель Президиума Казанского научного центра РАН, вице-президент Академии наук Республики Татарстан.
Основные исследования по механизму фотосинтеза в экстремальных условиях (засуха и др.), биосинтезу целлюлозы. Более полувека посвятил исследованию проблем физиологии и биохимии растений. Выдвинул и обосновал концепции неспецифических изменений фотосинтетического метаболизма углерода при стрессе. В настоящее время под его руководством проводятся исследования особенностей функционирования основных сигнальных систем клеток растений, отвечающих за адаптацию растений к неблагоприятным климатическим условиям и формирование иммунитета к патогенам.
Анализ собственных и литературных экспериментальных данных позволил ему выдвинуть положение о функционировании в клетках растений единой сигнальной сети, состоящей из взаимодействующих друг с другом сигнальных систем. Показано, что промежуточные продукты сигнальных систем клеток могут использоваться для создания препаратов нового поколения, усиливающих выработку растениями устойчивости к неблагоприятным климатическим факторам и патогенам. Впервые обнаружена внутримолекулярная сигнальная конкуренция (между фрагментами хитин-хитозан-карбоксиметил олигосахаридного элиситора).
Тарчевским прочитаны лекции памяти К. А. Тимирязева и С. П. Костычева. Им опубликовано более 130 статей и 9 монографий, одна из которых вышла на английском языке в издательстве «Шпрингер», а также учебное пособие по фотосинтезу в издательстве «Высшая школа». Подготовил 38 кандидатов и 8 докторов наук, один из его учеников (А. Н. Гречкин) избран академиком РАН.

## Награды и премии
- орден Дружбы народов (1986)
- орден «За заслуги перед Отечеством» IV степени (1995)[1]
- орден Почёта (2002)[2]
- заслуженный деятель науки РСФСР (1981)
- Лауреат премии им. А. Н. Баха Российской академии наук (2002)
- Орден «За заслуги перед Республикой Татарстан» (2011)[3],
- «Дуслык» (2021 год)[4],
- Заслуженный деятель науки Республики Татарстан (2006)[5].
- Почётный доктор Казанского университета
- лауреат премии им. В. А. Энгельгардта Академии наук Республики Татарстан (совместно с А. Н. Гречкиным)